# Gestos numéricos chinos
Los gestos numéricos chinos es una forma en la que, empleando una sola mano, se representan todos los números que van del 1 al 10. Esta característica tiene ventajas como la de poder utilizar la otra mano para representar decenas y construir números mayores de 10 con mayor facilidad que los occidentales. 
|  |  |  |  |  |

|  |  |  |  |  |

|  |  |  |  |  |

|  |  |

- Datos: Q3234766
- Multimedia: 数字手势 / Q3234766